# Richard 1. af Normandiet
 Der er for få eller ingen kildehenvisninger i denne artikel, hvilket er et problem. Du kan hjælpe ved at angive troværdige kilder til de påstande, som fremføres i artiklen.

Richard 1. af Normandiet eller Richard den Frygtløse (fransk: Richard Sans-Peur) (født 28. august 933, død 20. november 996) var hertug af Normandiet fra 942 til 996.

## Liv
Han var søn af Vilhelm 1., jarl af Normandiet, og Sprota. Hans mor var en bretonsk medhustru fanget i krig og knyttet til Vilhelm som samleverske, More Danico. Efter Vilhelms død blev Sprota hustru til Esperleng, en rig møller.
Richard var dreng ved faderens død i 942 og kunne intet stille op mod Ludvig 4. af Frankrigs overtagelse af Normandiet. Richard flygtede fra fangeskab i Laon, allierede sig med normanniske vikingeanførere, fordrev Ludvig fra Rouen og tog Normandiet tilbage i 947.
Richard døde i Fecamp i Frankrig den 20. november 996 af naturlige årsager.

## Ægteskab og børn
Richards første ægteskab var med Emma af Paris, hertuginde af Normandiet, i 960. Hun døde i 966. Ifølge Robert af Torigny var Richard på jagt ikke længe efter Emmas død. Richard standsede ved et hus, der tilhørte en lokal skovhugger. Han fandt interesse i skovhuggerens kone, Seinfreda. Seinfreda var en tro hustru, og hun foreslog, at Richard skulle tage søsteren, Gunnor, i stedet for. Gunnor blev Richards hustru, og hendes familie steg i prestige. Hendes bror, Herefast de Crepon, var involveret i en kontroversiel retssag om katharerne. Richard giftede sig med Gunnor for at legitimere deres børn:
- Richard 2., hertug af Normandiet (Den Gode),
- Robert, ærkebiskop af Rouen, greve af Evreux, død 1037.
- Mauger, jarl af Corbeil, død efter 1033.
- Robert Danus, død mellem 985 og 989.
- Emma af Normandiet, død 1052.
- Hawise af Normandiet, hustru til Geoffrey 1., Hertug af Bretagne.
- Maud af Normandiet, hustru til Odo 2. af Blois, greve af Blois, Champagne og Chartres.

Richard var også kendt for at have friller og avlet afkom med mange af dem.
Kendte børn:
- Geoffrey, greve af Brionne, (født ca. 970)
- Hawise (ca. 978 - 21. februar 1034) m. Geoffrey af Bretagne, Hertug af Bretagne, (ca. 997), søn af Conan 1., hertug af Bretagne, "le Tort", og Ermengarde af Anjou.
- William d'Eu, Greve af Eu, (f. ca. 985).